# Jango Katowice
Jango Katowice, od sezonu 2009/10 FC Nova Katowice (po fuzji z P.A. Nova Gliwice) − polski klub futsalowy, powstały w listopadzie 1997 roku. Zespół gra obecnie w Ekstraklasie.
Klub występował dawniej pod nazwami Jango Mysłowice oraz Jango Gliwice.

## Pozycje w rozgrywkach
- 2002/2003 – 4. miejsce w PLF
- 2003/2004 – 7. miejsce w PLF
- 2004/2005 – 7. miejsce w PLF
- 2005/2006 – 7. miejsce w PLF
- 2006/2007 – 3. miejsce w PLF
- 2007/2008 – 4. miejsce w PLF
- 2008/2009 – 2. miejsce w PLF
- 2009/2010 – 3. miejsce w PLF

Przed powstaniem polskiej ligi halowej, Jango występowało w Gliwickiej Lidze Halowej, gdzie w 2002 roku zajęło 3. miejsce. W 2006 roku przegrało w finale Pucharu Polski z Holiday Chojnice po dogrywce.
Po wygranym meczu z Hurtapem Łęczyca w 2. kolejce ligowej sezonu 2006/2007) klub Jango przeniósł się do Katowic, gdzie rozgrywa swoje mecze w hali Akademii Wychowania Fizycznego w Katowicach przy ul. Mikołowskiej.
Przed sezonem 2009/2010 prezesi Jango Katowice – Adam Kaczyński oraz P.A. Nova Gliwice – Roman Sowiński dokonali fuzji obu klubów i występowali pod nazwą FC Nova Katowice.
W sezonie 2010/2011 zespół nadal występuje jako FC Nova Katowice.
Zespół został wykluczony z rozgrywek w sezonie 2011/12